# Nihatu
Koordinaten: 58° 32′ N, 22° 46′ O
Nihatu (deutsch Nehat) ist ein Dorf (estnisch küla) auf der größten estnischen Insel Saaremaa. Es gehört zur Landgemeinde Saaremaa (bis 2017: Landgemeinde Leisi) im Kreis Saare.

## Einwohnerschaft, Lage und Geschichte
Der Ort hat 37 Einwohner (Stand 31. Dezember 2011). Er liegt 36 Kilometer nordöstlich der Inselhauptstadt Kuressaare.
Das Dorf wurde erstmals im Jahr 1519 urkundlich erwähnt.